# ルビン・オコティエ
ルビン・ラファエル・オコティエ（Rubin Rafael Okotie 、1987年6月6日 - ）は、パキスタン・カラチ出身のプロサッカー選手。オーストリア代表。ポジションは、フォワード。

## 経歴
パキスタン最大の都市カラチにて、ナイジェリア人の父とオーストリア人の母との間に生まれた。また4歳になるまでスペインのバルセロナで過ごした。
2001年、14歳の時にFKアウストリア・ウィーンの育成アカデミーに入団。2シーズンに渡り当時エアステリーガ（2部）に属していたセカンドチームでプレーし、2007年8月のSKラピード・ウィーン戦でオーストリア・ブンデスリーガ（1部）に属するトップチームにてデビューを果たした。2008年2月のFCレッドブル・ザルツブルク戦で初ゴールを決めた。
2010年7月、当時ドイツ・ブンデスリーガ（1部）に属していた1.FCニュルンベルクに3年契約で移籍した。
2011年の8月から12月31日まではベルギー・プロ・リーグ（1部）に属するシント＝トロイデンVVにレンタルで在籍した。
2012年1月31日、オーストリア・ブンデスリーガに属するSKシュトゥルム・グラーツに移籍。2013年7月には古巣のFKアウストリア・ウィーンに復帰した。
2014年1月から6月まではデンマーク・スーペルリーガ（1部）に属するスナユスケにてプレー。リーグ戦15試合に出場し11得点1アシストを記録した。
2014年7月、当時ドイツ・ブンデスリーガ2部に属していたTSV1860ミュンヘンに2年契約で加入。2年間でリーグ戦52試合に出場し21得点6アシストを記録した。
2016年7月、中国サッカー・甲級リーグに属する北京控股足球倶楽部に2年半契約で移籍した。

## 代表歴
オーストリア、ナイジェリア、パキスタンの各代表に選出される権利を持っていたが、オコティ本人は自身をオーストリア人と考え、オーストリア代表を選択した。
オーストリア代表としてUEFA U-19欧州選手権2006と2007 FIFA U-20ワールドカップに出場した。U-20ワールドカップでは2ゴールを記録し準決勝進出に貢献した。
2008年11月19日に開催されたトルコ代表戦でカレル・ブリュックナー監督の下、A代表チームでのデビューを果たした。
UEFA EURO 2016予選ではロシア代表戦とモンテネグロ代表戦で得点を挙げた。

### ゴール
| # | 年月日         | 会場     | 対戦相手     | スコア | 結果 | 大会               |
| - | -------------- | -------- | ------------ | ------ | ---- | ------------------ |
| 1 | 2014年10月12日 | ウィーン | モンテネグロ | 1–0    | 1–0  | UEFA EURO 2016予選 |
| 2 | 2014年11月15日 | ウィーン | ロシア       | 1–0    | 1–0  | UEFA EURO 2016予選 |